# Berati (distrito)
Berati (em albanês:  Rrethi i Beratit) é um dos 36 distritos da Albânia localizado no centro-sul do país, na prefeitura de Berati. Sua capital é a cidade de Berati.

## Municipalidades
Berati está subdividido em 12 municipalidades, sendo 10 comunas e 2 municípios (marcados com *):
| - Berati* - Cukalat - Kutalli - Lumas | - Otllak - Poshnjë - Roshnik - Sinjë | - Tërpan - Urë Vajgurore* - Velabisht - Vërtop |